# Hyelaphus kuhlii
O cervo-de-bawean (Hyelaphus kuhlii), também conhecido como cervo-porco-de-kuhl ou cervo-porco-de-bawean é uma espécie de cervídeo criticamente ameaçada de extinção, endêmica da ilha de Bawean, na Indonésia.
Os machos medem de 60 a 70 cm de altura, até aos ombros.
Os filhotes são malhados, o que os diferencia do cervo-porco-indiano.

## Divergências
O cervo-porco-de-bawean é, às vezes, classificado como Hyelaphus porcinus (Haltenorth 1963), no entanto trata-se de espécies distintas (Groves e Grubb 1987; Grubb 2005). 

## Comportamento
Vivem em florestas de vegetação densa, em grupos de quatro ou cinco cervos. São herbívoros e consomem gramíneas, ervas, folhas, galhos e milho. Sua pelagem é curta, lisa, macia, e castanha.  A gestação dura de 225 a 230 dias, e a maioria dos nascimentos ocorre entre fevereiro e junho. 

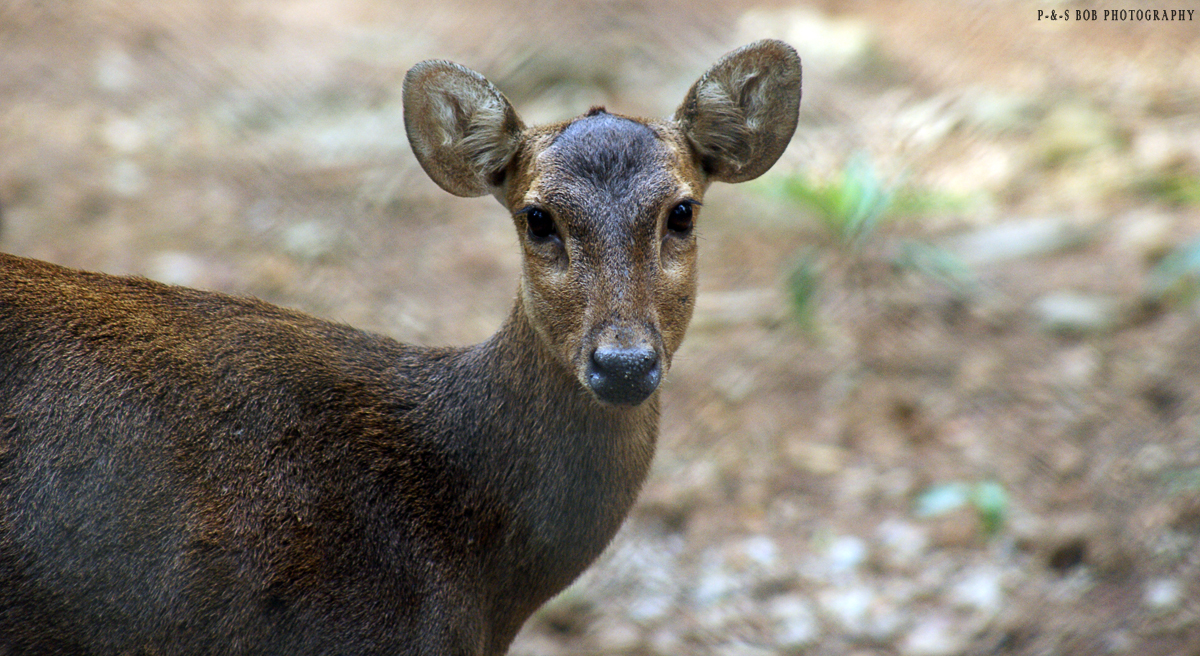

Os machos podem ser muito agressivos em relação a outros espécies do sexo masculino que se aproximem de suas famílias, e pulverizam-nos e no rosto com suas secreções glandulares, mas também marcam seus territórios dessa maneira.  Ao fugir, o cervo Bawean abaixa sua cabeça e trota. A espinha também se curva para a retaguarda ao fugir de predadores. Durante a fuga, os machos correm na frente. Se houver filhotes, vão entre os machos e as fêmeas, sendo que estas últimas ficam por último.

## Predadores
Outrora, o cervo-de-bawean era predado pelo tigre-de-bali e perseguido pelos humanos, por seus chifres e pele.
No momento, seus principais predadores são leopardos, chacais-dourados, dholes, lobos-indianos, pítons e crocodilos.